# Thịnh Long
Thịnh Long là một khu du lịch biển thuộc xã Hải Thịnh, tỉnh Ninh Bình, Việt Nam. Từ phường Hoa Lư, trung tâm tỉnh Ninh Bình tới Thịnh Long khoảng 50 km. Bờ biển Thịnh Long dài 7 km, chia thành ba khu vực tắm biển tự nhiên, phù hợp cho các hoạt động nghỉ dưỡng, khám phá. Khu vực còn sở hữu bãi bồi tự nhiên sau các công trình du lịch, giải trí, kè biển, thu hút đông đảo khách tham quan nghỉ dưỡng và tắm biển.

## Lịch sử - địa lý
Thịnh Long trước đây từng là một thị trấn ven biển, thành lập năm 1997 trên cơ sở toàn bộ 1.568 ha diện tích tự nhiên và 13.730 người của xã Hải Thịnh. Đến năm 2025, thị trấn Thịnh Long, xã Hải Châu và xã Hải Ninh hợp nhất thành xã mới có tên gọi là xã Hải Thịnh.
Khu du lịch biển Thịnh Long nằm trên giao lộ của 3 trục giao thông:
- Tuyến đường trục nối vùng kinh tế biển Ninh Cơ với đường cao tốc Cầu Giẽ - Ninh Bình. Từ Hoa Lư - Cao Bồ - Nghĩa Hưng - Thịnh Long
- Tuyến quốc lộ 21A nối từ Hà Nội qua Phủ Lý - Nam Định - Thịnh Long.
- Tuyến quốc lộ 21B nối Thịnh Long - Phát Diệm - Tam Điệp.

Gần Thịnh Long có cảng Hải Thịnh nằm trên tuyến vận tải cảng Ninh Phúc – Lạch Giang.

## Du lịch
Khu du lịch Thịnh Long đã xây dựng hệ thống cơ sở hạ tầng đồng bộ, hiện đại với 28 cơ sở lưu trú, trong đó có 7 khách sạn xếp hạng 1-2 sao với hơn 600 phòng nghỉ. Khu du lịch cung cấp đa dạng các dịch vụ như nhà hàng, sân tennis, bể bơi, và chợ hải sản. Các nhà hàng ẩm thực quanh bãi biển và trong khu vực thị trấn đa dạng các món ăn đặc sản được chế biển theo phong cách địa phương.
Khu du lịch còn có các điểm tham quan như Đền Trần, Đền Nam Hải, Chùa Linh Ứng, và các làng nghề truyền thống; cảng cá Ninh Cơ... Ngày 13/12/2024 Khu du lịch Thịnh Long đã chính thức được công nhận là Khu du lịch cấp tỉnh.